# Dun Hallin

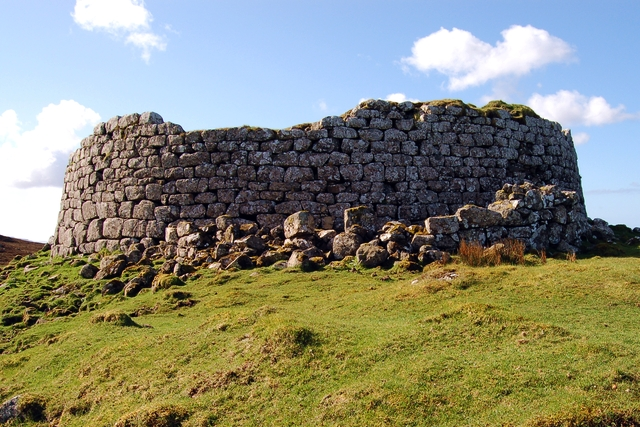
Dun Hallin

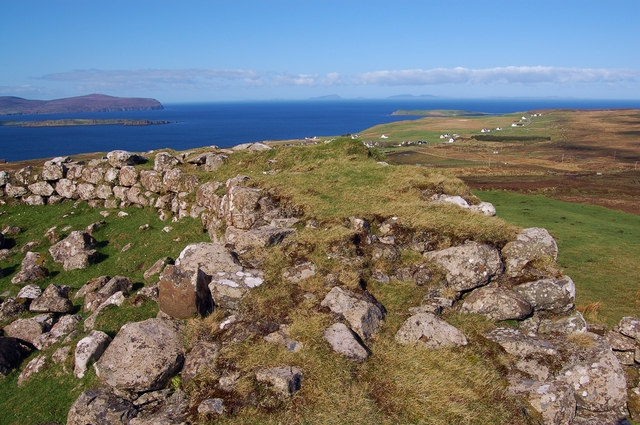
Dun Hallin

Der nicht ausgegrabene Broch Dun Hallin ist ein eisenzeitlicher Broch östlich der Siedlung Lower Halistra auf der Waternish-Halbinsel der Insel Skye der Inneren Hebriden, in der Council Area Highland in Schottland. Er nimmt das südöstliche Ende eines dreieckigen felsigen Hochplateaus von etwa 50,0 × 40,0 m ein.
Dun Hallin hat einen Außendurchmesser von etwa 17,4 und einen Innendurchmesser von etwa 10,8 Metern. Die Mauern stehen auf der Nord- und Westseite mit einer maximalen Höhe von 3,8 Metern an. Der Zugang auf der Südostseite ist in sehr zerstörtem Zustand. Zu beiden Seiten des Zugangs befanden sich ovale Wächterzellen (englisch guard-cells), von denen nur die nördliche, rechte Zelle zu erkennen ist. Das Innere des Brochs wird von Schutt ausgefüllt. Eine intramurale Galerie ist auf der südwestlichen Seite sichtbar und ihr Sturz über dem Zugang ist in situ erhalten. Sechs Stufen einer intramuralen Treppe wurden 1921 gefunden, als der Broch untersucht wurde, sie sind aber jetzt nicht mehr sichtbar.
Der Broch wird von einer äußeren Mauer umgeben, die um den Rand des Hügels verläuft und im Süden noch etwa 1,8 Meter hoch ist.
Auf der Waternish-Halbinsel liegen auch die Brochs Dun Borrafiach, Dun Gearymore und die Trumpan Church.